# Snowśk
Snowśk (ukr. Сновськ, dawniej Korżiwka, do 1935 Snowśk, w latach 1935–2016 Szczors) – miasto na Ukrainie, w obwodzie czernihowskim, siedziba władz rejonu snowskiego.
Stacja kolejowa Snowśk, położona na linii Bachmacz – Homel.

## Historia
Miejscowość powstała jako osiedle robotnicze Korżiwka podczas budowy linii kolejowej.
W 1917 roku zaczęto wydawać gazetę.
Miasto od 1924.
Podczas okupacji hitlerowskiej, we wrześniu 1941 roku Niemcy utworzyli getto dla żydowskich mieszkańców. Przebywało w nim około 1000 osób. W styczniu 1942 roku Niemcy zlikwidowali getto, a Żydów zamordowali. 
W mieście znajduje się muzeum Mykoły Szczorsa.
12 maja 2016 roku miasto powróciło do nazwy Snowśk.

## Demografia
- 1959 - 9 109[6]
- 1989 - 13 529[2][7].
- 2013 - 11 471[8]